# Вилмердинг (Пенсилванија)
Вилмердинг (енгл. Wilmerding) град је у америчкој савезној држави Пенсилванија.

## Демографија
По попису из 2010. године број становника је 2.190, што је 45 (2,1%) становника више него 2000. године.
| Група             | 2000.         | 2010.         |
| Белци             | 1.937 (90,3%) | 1.631 (74,5%) |
| Афроамериканци    | 136 (6,3%)    | 395 (18,0%)   |
| Азијати           | 5 (0,2%)      | 7 (0,3%)      |
| Хиспаноамериканци | 27 (1,3%)     | 51 (2,3%)     |
| Укупно            | 2.145         | 2.190         |